# استان آب‌شوران-خیزی

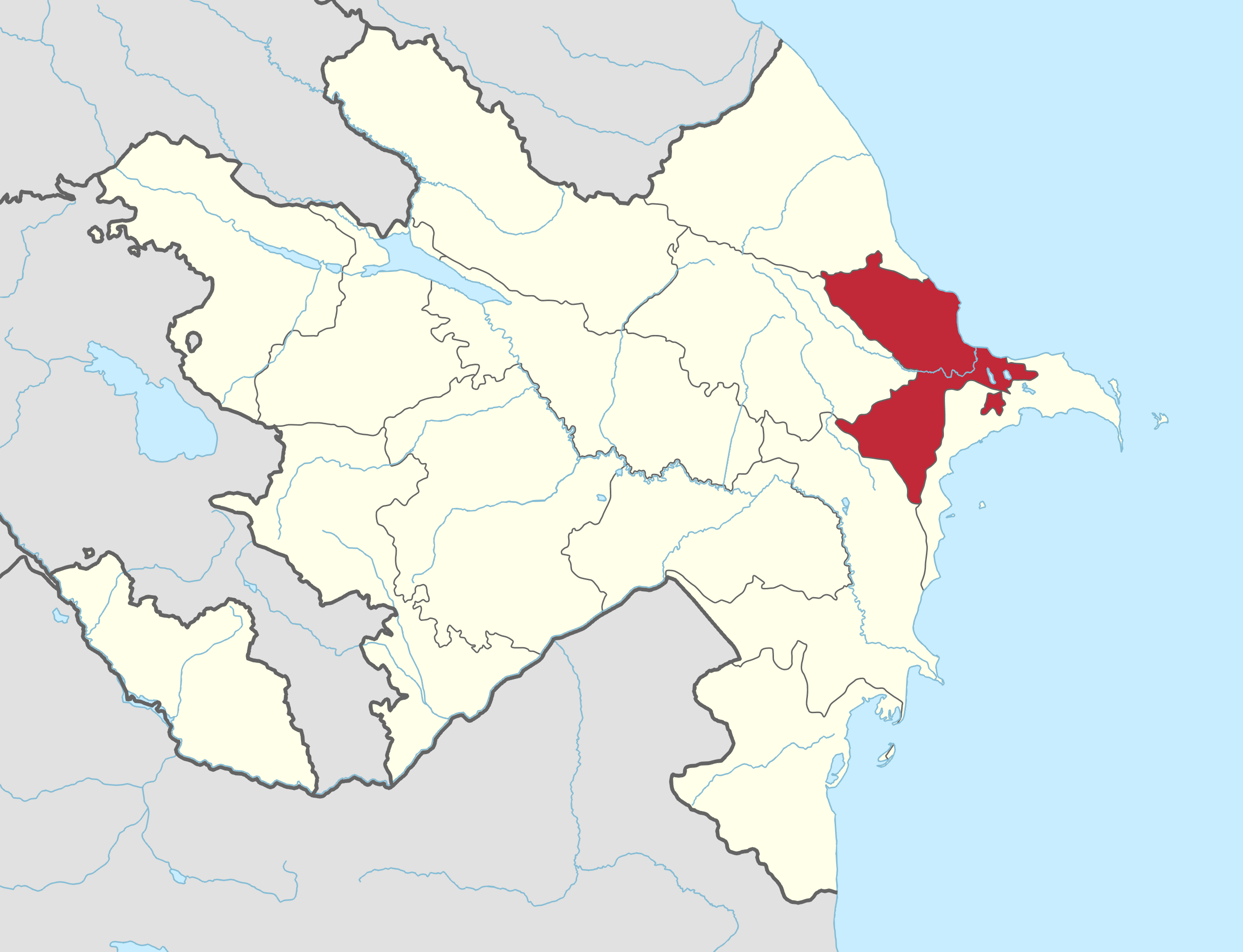
موقعیت استان آب‌شوران-خیزی در نقشهٔ تقسیمات کشوری جمهوری آذربایجان.

استان آب‌شوران-خیزی (آبشِرون-خیزی) (به ترکی آذربایجانی: Abşeron–Xızı İqtisadi Rayonu) یکی از بخش‌های ۱۴ گانهٔ سطح اول تقسیمات کشوری در جمهوری آذربایجان است.
این استان با ۳٬۷۳۰ کیلومتر مربع وسعت، سیزدهمین بخش کشور (دومین استان کم‌وسعت) و با ۵۷۶٬۵۰۰ نفر جمعیت در سال ۲۰۲۰، هشتمین بخش کشور محسوب می‌شود.
استان آب‌شوران-خیزی از سمت شمال به استان قبه-خاچماز، از سمت جنوب به استان شیروان-سالیان، از سمت شرق به دریای خزر و منطقهٔ شهری باکو و از سمت غرب به استان شیروان کوهستانی محدود شده است.
این استان به ۳ قسمت شامل یک «شهر تابع جمهوری» (Respublika Tabeli Şəhər) و ۲ «شهرستان» یا «منطقه» (Rayon) تقسیم شده است:

## فهرست شهرهای تابع جمهوری
| ردیف | نام شهر  | مساحت (کیلومتر مربع) | جمعیت (۲۰۰۹) | جمعیت (۲۰۱۹) | رتبه در استان |
| ---- | -------- | -------------------- | ------------ | ------------ | ------------- |
| ۱    | سومقاییت | ۹۰                   | ۳۰۹٬۵۰۰      | ۳۴۳٬۱۰۰      | ۱             |

## فهرست شهرستان‌ها
| ردیف | نام شهرستان | مساحت (کیلومتر مربع) | جمعیت (۲۰۰۹) | جمعیت (۲۰۱۹) | رتبه در استان |
| ---- | ----------- | -------------------- | ------------ | ------------ | ------------- |
| ۱    | آب‌شوران     | ۱٬۹۷۰                | ۱۸۹٬۸۰۰      | ۲۱۲٬۶۰۰      | ۲             |
| ۲    | خیزی        | ۱٬۶۷۰                | ۱۴٬۷۰۰       | ۱۶٬۹۰۰       | ۳             |